# Xã Allegany, Quận Potter, Pennsylvania
Xã Allegany (tiếng Anh: Allegany Township) là một xã thuộc quận Potter, tiểu bang Pennsylvania, Hoa Kỳ. Năm 2010, dân số của xã này là 422 người.